# Villa Il Cerro
Villa Il Cerro si trova in via di Triozzi Basso a San Martino alla Palma e grazie alla sua posizione alta sulla collina può essere considerata il punto di riferimento visivo per chi osserva il paesaggio dalla pianura.

## Storia
Le notizie storiche riguardanti la villa risalgono al 1637 quando Cambio Anselmi acquistò da Francesco di Francesco Martini alcune proprietà a San Martino alla Palma, in località Cerreto. Per molti anni la villa rimase di proprietà degli Anselmi, fino 1866, quando venne venduta a Raffaello Borgheri. Dopo successivi passaggi, la proprietà è stata donata all'Opera della Madonnina del Grappa, diventando così sede delle suore carmelitane di Santa Marta.

## Descrizione
La costruzione si presenta articolata intorno ad un cortile, con tre lati occupati da corpi di fabbrica e il quarto concluso da un muro. Questa conformazione era già esistente nella prima metà dell'Ottocento. La presenza nella lunga facciata di ammorsature suggerisce che vi siano state fasi successive nella costruzione; il carattere settecentesco che domina nella facciata meridionale si interrompe bruscamente nei lati ovest e nord, le cui caratteristiche neomedievali sono dovuti a i lavori effettuate dalla famiglia Pasquali negli anni trenta del XX secolo. Questi ultimi hanno inoltre effettuato la costruzione del giardino nello stesso periodo.
La cappella, dedicata a sant'Eufemia, sorge staccata al limitare del piazzale antistante alla villa, con la porta di ingresso volta a ovest su un'ex stradella pubblica detta del Cerro.